# 江湖白事
《江湖白事》（英語：The Funeral）是一部1996年的美國犯罪電影，由阿貝爾·費拉拉執導，主演是基斯杜化·華堅、克里斯·潘、安娜貝拉·西歐拉、伊莎貝拉·羅塞里尼、文森·加洛、班尼西歐·狄奧·托羅和珂茜·莫爾。
故事關於1930年代居住在紐約市的一個黑幫家族中的三個兄弟之一的葬禮。透過一連串的回溯詳述了兄弟和他們家族的過去。
克里斯·潘在1996年威尼斯電影節上贏得沃爾庇杯最佳男配角獎。本片得到提名5項獨立精神獎，包括最佳影片獎、最佳導演獎、最佳男主角、最佳劇本獎和最佳攝影獎。

## 演員
- 基斯杜化·華堅/克里斯多夫．華肯 飾 Raimundo "Ray" Tempio
- 克里斯·潘（英语：Chris Penn） 飾 Cesarino "Chez" Tempio
- 安娜貝拉·西歐拉（英语：Annabella Sciorra） 飾 Jean
- 伊莎貝拉·羅塞里尼 飾 Clara Tempio
- 文森·加洛 飾 Giovanni "Johnny" Tempio
- 班尼西歐·狄奧·托羅 飾 Gaspare Spoglia
- 珂茜·莫爾 飾 Helen
- 約翰·文堤米利亞（英语：John Ventimiglia） 飾 Sali
- 保羅·希普（英语：Paul Hipp） 飾 Ghouly
- 大衛·帕特里克·凱利 飾 Michael Stein
- 法蘭克·約翰·休斯（英语：Frank John Hughes） 飾 Bacco
- 菲克特·亞哥（英语：Victor Argo） 飾 Julius
- 羅勃·米亞諾（英语：Robert Miano） 飾 Enrico
- 安德魯·費斯凱拉（英语：Andrew Fiscella） 飾 謀殺證人
- 保羅·派瑞（英语：Paul Perri） 飾 年輕的Ray

## 外部連結
- 互联网电影数据库（IMDb）上《江湖白事》的资料（英文）
- AllMovie上《江湖白事》的资料（英文）
- 爛番茄上《江湖白事》的資料（英文）
- 豆瓣电影上《江湖白事》的資料 （简体中文）